# Barbara Wootton
Barbara Wootton, baronne Wootton d'Abinger (14 avril 1897 - 11 juillet 1988) est une sociologue et criminologue britannique. Elle est l'une des quatre premières pairs à vie nommées en vertu de la Life Peerages Act 1958. Elle est présidente de la British Sociological Association de 1959 à 1964.

## Jeunesse
Wootton est née Barbara Adam à Cambridge. Elle a deux frères aînés. Son père, James Adam (1860-1907) est un enseignant et tuteur à Emmanuel College, Cambridge. Sa mère, Adele Marion, est membre du Girton College de Cambridge.
Wootton fait ses études à la Perse School for Girls. Elle étudie les classiques et l'économie au Girton College de Cambridge de 1915 à 1919, remportant le prix Agnata Butler en 1917. Elle obtient une première classe lors de ses examens finaux, mais en tant que femme, elle est empêchée d'ajouter BA à son nom.

## Vie professionnelle

### Période de l'entre-deux-guerres
En quittant Cambridge, Wootton part à la London School of Economics pour prendre une bourse de recherche. En 1920, elle obtient une bourse au Girton College. Elle est nommée directrice des études et maître de conférences en économie au collège. Pendant ce temps, le conseil d'économie l'invite à donner des conférences sur l'économie et l'État. Elle quitte Girton pour occuper un poste de chargée de recherche au TUC conjointement avec le département de recherche du Parti travailliste. Elle travaille pendant les quatre années suivantes sur des questions d'éducation des travailleurs, telles que l'alphabétisation des adultes. À partir de 1926, elle est directrice du Morley College for Working Men and Women dans les districts drapiers du Yorkshire. L'année suivante, elle retourne à Londres pour une promotion en tant que directrice des études pour les tutoriels à l'Université de Londres. Dans les années 1930, Wootton est membre de l'Union fédérale et représente l'Union dans un débat historique contre Edgar Hardcastle du Parti socialiste de Grande-Bretagne, qui est ensuite publié sous forme de brochure. Elle siège à la Commission royale d'enquête sur les régimes d'indemnisation des accidents du travail (1938-1944).
Pendant la Seconde Guerre mondiale, Wootton se considère comme un objecteur de conscience, bien qu'elle n'ait jamais été appelée au service militaire. Avec son accord, son mari, George Wright, s'enregistre comme objecteur de conscience en 1941 et effectue des travaux agricoles et plus tard des travaux de protection civile.

### Après la guerre
Wootton est présidente des tribunaux pour mineurs à Londres pendant près de 20 ans (1946-1962) et magistrate non professionnelle (1926-1970).
En 1948, elle devient professeur au Bedford College de l'Université de Londres. En 1952, elle reçoit une bourse de recherche de la Fondation Nuffield. En 1952, elle est transférée au sein de l'université, obtenant une bourse de recherche Nuffield au Bedford College. Elle fait des recherches approfondies sur les effets pathologiques de la recherche sociale et leurs avantages économiques. Les résultats sont publiés dans Social Science and Social Pathology de Wootton en 1959.
Wootton est gouverneur de la BBC de 1950 à 1956. Elle siège également à deux grandes commissions royales d'après-guerre sur la presse et la fonction publique. En 1968, elle reçoit un diplôme honorifique (Doctor of Science) de l'Université de Bath. En 1969, elle est nommée membre honoraire du Girton College. En 1977, elle est nommée membre de l'Ordre des Compagnons d'Honneur (CH). En 1985, elle reçoit un doctorat honorifique de l'Université de Cambridge. En 1984, elle est choisie comme l'une des six femmes de la série BBC 2 Women of Our Century.
Elle est créée pair à vie le 8 août 1958 avec le titre de baronne Wootton d'Abinger, d'Abinger Common dans le comté de Surrey, et est ainsi l'une des premières femmes à siéger à la Chambre des lords. Elle est également la première femme à siéger au Woolsack en tant que vice-présidente. Elle est la présidente du rapport Wootton. Elle soutient également le Sexual Offences Act 1967 qui dépénalise partiellement l'homosexualité masculine.
En 1960, elle écrit un article pour le New Statesman sur la position sociale des femmes en Grande-Bretagne, examinant et commentant le pamphlet de Joan Barnes « A Woman's Place : Wider Horizons ». Wootton observe que « [beaucoup] a en effet été accompli. Dans presque toutes les sphères de l'activité publique, le sexe qui constitue la majorité de la population est maintenant au moins une minorité visible. Mais presque toujours une minorité. . . Les discriminations contemporaines sont d'un ordre plus subtil – et pour cette raison plus difficiles à gérer. » Elle concède que « l'égalité [mathématique] des sexes dans la vie publique et professionnelle ne peut, bien sûr, être attendue », mais propose que les hommes et les femmes se partagent davantage les responsabilités domestiques : « Voici donc où la prochaine révolution est nécessaire... [ dans] toutes les classes sociales, le rôle des pères... ne s'arrête plus à l'effacement. Dans de plus en plus de foyers, le père lave au moins occasionnellement les enfants ou les sort le samedi ou le dimanche. . . Je ne vois aucune raison pour laquelle nous ne devrions pas voyager beaucoup plus loin sur cette route - presque, sinon tout à fait, jusqu'au point où tout ce qui peut être partagé est partagé." Bien qu'un tel changement nécessiterait « de grandes réorganisations... des horaires et des aménagements de travail dans les mondes industriel et professionnel... des changements sociaux plus importants que cela ne s'est produit auparavant ».
Ethiquement, elle est partisane de l'utilitarisme. Elle soutient le projet de loi sur les patients incurables dans les années 1970 qui aurait permis le suicide médicalement assisté. Ses opinions sur l'avortement qui sont pro-vie mais sans aucune base religieuse l'ont amenée à être démise de ses fonctions de vice-présidente de la British Humanist Association.

## Publications
Wootton écrit plusieurs livres sur des sujets économiques et sociologiques, dont Lament for Economics (1938), End Social Inequality (1941), Freedom Under Planning (1945), Social Science and Social Pathology (1959), Crime and the Criminal Law (1964) et Politique des revenus (1974).
Dans Crime and the Criminal Law, elle défend de manière controversée que tous les crimes devraient être des crimes de responsabilité stricte (voir Elliott, C. & Quinn, F. 2010. Droit Pénal . 8e éd. Essex : Pearson Education Ltd). En d'autres termes, c'est son affirmation selon laquelle la mens rea – « l'esprit coupable » – ne devrait pas être pris en compte. Cela éliminerait le fardeau de la poursuite de prouver l'intention ou l'imprudence.

## Vie privée
Un de ses frères, le capitaine Arthur Innes Adam, est tué en France le 16 septembre 1916 et un autre frère, Neil Kensington Adam, est un chimiste réputé.
En 1917, elle épouse John "Jack" Wootton. Ils passent trente-six heures ensemble en tant que mari et femme, avant qu'elle ne l'accompagne en France. Il est blessé pendant la Première Guerre mondiale et est décédé quelques semaines après leur mariage.
En 1935, elle épouse George Wright, un collègue de l'éducation pour adultes et du gouvernement de Londres. Malgré l'infidélité de Wright, le couple reste marié jusqu'à sa mort d'un cancer en 1964. Le couple n'a pas d'enfants.
Wootton est décédé dans une maison de soins à Surrey le 11 juillet 1988, à l'âge de 91 ans.